# Лагерхейм, Густаф
Нильс Гу́стаф Ла́герхейм (швед. Nils Gustaf Lagerheim; 1860—1926) — шведский микробиолог и ботаник.

## Биография
Густаф Лагерхейм родился 18 октября 1860 года в приходе Клара на территории современного лена Стокгольм в семье Нильса Улофа Лагерхейма и Эммы Густавы Ландергрен. Под влиянием своих отца и дяди, а также учителя Кнута Фредрика Тедениуса заинтересовался изучением ботаники. В 1880 году поступил в Уппсальский университет, где посещал лекции Франса Челльмана по микробиологии. Также занимался изучением астрономии в университете, однако впоследствии оставил эту науку.
В 1886 году Густаф покинул Уппсальский университет и отправился в Берлин, где изучал бактериологию с Робертом Кохом. После неудачной попытки соискания степень доктора философии в Лейпцигском университете продолжал обучение во Фрайбургском университете и Университете Монпелье. В 1889 году некоторое время работал в политехнической школе в Лиссабоне.
В 1892 году Лагерхейм отправился в Эквадор, работал директором ботанического сада Университета Кито. В 1893 году из-за малярии был вынужден вернуться в Швецию, стал куратором в музее в Тромсё. Уппсальский университет в том году присвоил Лагерхейму почётную степень доктора философии.
В 1895 году Густаф Лагерхейм был назначен профессором ботаники Стокгольмского университета. Впоследствии он занимался изучением зелёных водорослей.
В последние годы своей жизни Лагерхейм описывал ржавчинные грибы.
Нильс Густаф Лагерхейм скончался 2 января 1926 года.

## Некоторые научные публикации
- Lagerheim, G. Uredineae Herbarii Eliae Fries // Separat-Abdruck aus 'Tromsø museums aarshefter'. — 1894. — Vol. 17. — P. 25—132.
- Lagerheim, G. Mykologische Studien. — Stockholm, 1898—1900. — 3 parts.

## Роды, названные в честь Г. Лагерхейма
- Lagerheima Sacc., 1892
- Lagerheimia (De Toni) Chodat, 1895 [≡ Lagerheimiella Boedijn, 1940, nom. nov.]
- Lagerheimina Kuntze, 1891 [= Diploschistes Norman, 1853]